# Naomi Sedney
Naomi Sedney (Zoetermeer, 17 de diciembre de 1994) es una deportista neerlandesa que compite en atletismo, especialista en las carreras de relevos
Ganó dos medallas en el Campeonato Europeo de Atletismo, oro en 2016 y plata en 2018.

## Palmarés internacional
| Campeonato Europeo | Campeonato Europeo       | Campeonato Europeo | Campeonato Europeo |
| Año                | Lugar                    | Medalla            | Prueba             |
| ------------------ | ------------------------ | ------------------ | ------------------ |
| 2016               | Ámsterdam (Países Bajos) | Medalla de oro     | 4 × 100 m          |
| 2018               | Berlín (Alemania)        | Medalla de plata   | 4 × 100 m          |